# Utika
Utika je bilo starodavno feničansko in kartagijsko mesto, ki se nahaja v bližini izliva reke Medžerde v Sredozemlje, med Kartagino na jugu in Hiponom (današnja Bizerta) na severu. Tradicionalno velja za prvo kolonijo, ki so jo ustanovili Feničani v severni Afriki. Po rimskem uničenju Kartagine v punskih vojnah je bila Utika sedem stoletij pomembna rimska kolonija.
Danes Utika ne obstaja več, njeni ostanki pa se nahajajo v provinci Bizerte v Tuniziji – ne na obali, kjer je nekoč ležala, ampak dlje v notranjosti, ker sta krčenje gozdov in kmetijstvo navzgor ob reki privedla do velike erozije in reka Medžerda je naplavila prvotno ustje reke.

## Ime
Utika (klasična latinščina: [ˈʊ.t̪ɪ.ka] ) je nenavadna latinizacija punskega imenaʿtq (𐤏𐤕𐤒‬) oz.ʿtg (𐤏𐤕𐤂‬). Izhaja iz feničanskega ˁAtiq (ʿtq), sorodno z arabsko ˁatiqah (عَتِيقَة) in hebrejsko ˁatiq ( עתיק , viden v naslovu Boga, "Starodavni dnevi"). Vse to pomeni "staro" v primerjavi z kasnejšo naselbino kolonije Kartagine, katere lastno ime je dobesedno pomenilo "novo mesto". Latinizacija je nekoliko nenavadna, saj je latinsko U pogosteje prepisalo črko W (tj. waw ) v punskih imenih.
Grki so mesto imenovali Ἰτύκη.

## Zgodovina

### Feničanska kolonija
Utika je bila ustanovljena kot pristanišče na trgovski poti, ki vodi od Fenicije do Gibraltarske ožine in Atlantskega oceana, kar je olajšalo trgovino z blagom, kot je kositer.
Natančen datum ustanovitve Utike je sporen. Številni klasični avtorji datirajo njeno ustanovitev okoli leta 1100 pr. n. št.. Arheološki dokazi pa kažejo na ustanovitev ne prej kot v osmem stoletju pr. n. št.. Naselbina v notranjosti je kot glavno pristanišče uporabljala Rusucmono (»rt Ešmun «) na rtu Farina na severovzhodu, čeprav je zaradi napravin današnje naselje v Ghar el-Melhu postalo majhna kmečka skupnost. Čeprav je bila kasneje ustanovljena Kartagina okoli 40 km od Utike, zapisi kažejo, da je do 540 pr. n. št. Utika je še vedno ohranjala politično in gospodarsko avtonomijo v odnosu do svoje močne kartažanske sosede."

### Kartagijska vladavina
Do četrtega stoletja pred našim štetjem je Utika prišla pod punski nadzor, vendar je še naprej obstajala kot privilegirana zaveznica Kartagine. Trgovsko rivalstvo je povzročilo težave med Kartagino in Utiko.
Ta odnos med Kartagino in Utiko je začel razpadati po prvi punski vojni, ko je izbruhnil upor med plačanci, ki niso prejeli nadomestila za svojo službo Kartagini. Prvotno je Utika zavrnila sodelovanje v tem uporu, tako da so sile Libu pod vodstvom Spendija in Matona oblegale Utiko in bližnji Hipon.
Kartagijska generala Hanon in Hamilkar sta nato stopila v obrambo Utike in uspela opustitev obleganja, toda "najhujši udarec od vseh ... je bil prehod Hipona in Utike, edinih dveh mest v Libiji, ki sta se ... pogumno soočili s sedanjo vojno ... ko doslej nikoli niso pokazali niti najmanjšega znaka sovražnosti do Kartagine." Kartagina se je izkazala za zmagovito in Utika in Hipon sta se morala po kratkem obleganju predati.

### Rimska vladavina
Utika je znova kljubovala Kartagini v tretji punski vojni, ko se je predala Rimu tik pred izbruhom vojne leta 150 pr. n. št.. Po zmagi je Rim nagradil Utiko tako, da ji je podelil ozemlje, ki se razteza od Kartagino do Hipona.
Po vojni je Rim ustvaril novo afriško provinco, Utika pa je postala njeno glavno mesto, kar je pomenilo, da je bila tam guvernerjeva rezidenca skupaj z majhnim garnizonom. V naslednjih desetletjih je Utika pritegnila tudi rimske državljane, ki so se tam naselili.
Med rimsko državljansko vojno med podporniki Pompeja in Cezarja je potekala bitka pri Utiki (49 pr. n. št.) med generalom Julija Cezarja Gajem Skribonijem Curio-om in pompejskimi legionarji, ki jim je poveljeval Publij Atij Var, ki je imel podporo numidijske konjenice in pehote. Curio je premagal Pompejce in Numidijce ter Vara pregnal nazaj v mesto Utika, a se je nato umaknil. Pozneje v bitki pri Tapsusu leta 46 pr. n. št. so preostali Pompejci, vključno s Katonom mlajšim, po porazu pobegnili v Utiko. Cezar jih je zasledoval do Utike, pri čemer ni naletel na odpor prebivalcev. Katon, ki je bil vodja Pompejcev, je zagotovil pobeg svojim kolegom senatorjem in vsem drugim, ki so želeli oditi, nato pa je storil samomor, ne da bi sprejel Cezarjevo milost.
Utika je dobila formalni status municipija leta 36 pr. n. št. in njeni prebivalci so postali člani plemena Quirina. Rimljani so mesto izbrali za kraj, kjer je prebival guverner njihove nove afriške province.  
V času vladavine cesarja Avgusta je bil sedež provincijske vlade prestavljen v ponovno obnovljeno Kartagino, čeprav Utika ni izgubila statusa enega najpomembnejših mest v provinci. Ko je bil cesar Hadrijan, je Utika zahtevala, da postane polna rimska kolonija, vendar ta prošnja ni bila uslišana, dokler ni prestol prevzel cesar Septimij Sever, rojen v Afriški provinci.
Mesto in celotno območje vzhodno od Fossatum Africae je bilo v času cesarja Septimija Severja skoraj v celoti romanizirano. Po mnenju zgodovinarja Theodora Mommsena so vsi prebivalci Utice v četrtem in zgodnjem petem stoletju govorili latinsko in prakticirali krščanstvo.  Peutingerjev zemljevid iz tega časa prikazuje mesto.

### Uničenje
Leta 439 n. št. so Vandali zavzeli Utiko. Leta 534 n. št. so Utiko ponovno zavzeli Bizantinci. Mesto so okoli leta 700 n. št. dokončno uničili Arabci. "Izkopavanja na tem mestu so odkrila dve punski pokopališči in rimske ruševine, vključno s kopališčem in vilo z mozaiki."

## Škofija Utika
Rimska Utika je bilo krščansko mesto s pomembno škofijo v Afriki Proconsularis.
Dejansko je v Utiki dokumentiranih več kot ducat škofov. Prvi, Avrelij, je posredoval na koncilu, ki ga je v Kartagini leta 256 našega štetja organiziral sveti Ciprijan, da bi razpravljal o vprašanju "lapsi". Mavrij, drugi škof, je bil obtožen odpadništva med preganjanjem leta 303 n. št.. Tretji, Viktor, je sodeloval na koncilu v Arlesu leta 314 n. št. skupaj s Cecilijanom iz Kartagine; omenja se v Rimskem martirologu 23. avgusta. Nato je četrti, Quietus, pomagal na koncilu v Kartagini (349), ki ga je razglasil Gratus.
Na konferenci v Kartagini (411), na kateri so se zbrali škofje nicejskega krščanstva in heretičnega donatizma, je za Cerkev sodeloval Viktor II., za donatiste pa Gedud. Zgodovinar Morcelli je dodal škofa Galonijana, prisotnega na koncilu v Kartagini (419), ki je po mnenju J. Mesnagea namesto tega pripadal utinski škofiji. Nato je škofa Florentina, ki je posredoval na kartagijski sinodi (484), srečal vandalski kralj Hunerik, nakar je bil izgnan.
Faustinijan je sodeloval na koncilu v Kartagini (525). Sledil mu je škof Giunilij, cerkveni pisatelj, ki je svoja dela posvetil Primaziju iz Hadrumeta . V sedmem stoletju je bil škof Flavijan, ki je pomagal na koncilu v Kartagini (646) proti monotelitizmu; in Potentij, ki je bil izgnan v Španijo in je posredoval na koncilu v Toledu (684) .
Z arabsko osvojitvijo je bila Utika uničena in je zginila kot samostojna škofija. Šele v zgodnji renesansi je Utika ponovno postala škofija, ko je špansko cesarstvo za nekaj desetletij osvojilo regijo in je bil Pedro del Campo leta 1516 imenovan za škofa obnovljene škofije Utika.

## Ruševine
Nahajališče ruševin Utike je na nizkem griču, in ga sestavlja več rimskih vil. Njihove stene še vedno ohranjajo dekorativni talni mozaik. Severozahodno od teh vil je punska nekropola s punskimi sarkofagi 6 metrov pod rimsko gladino.
Ruševine se nahajajo približno 30 km od Tunisa in 30 km od Bizerte, v bližini štirih drugih zgodovinskih znamenitosti.

## Pomembni ljudje iz Utike
- Dionizij iz Utike je bil starogrški pisatelj iz Utike.[18]

## Galerija
- Kolumne v Utiki
- Punska grobnica
- Hiša Insula (1), Arheološko nahajališče Utika, Tunizija
- Hiša Insula (2), Arheološko najdišče Utika, Tunizija
- Plan Utike, Tunizija (1862)
- Fontana v obliki želve
- ruševine Utike
- Kolumne v Utiki (3)
- Punsko pokopališče
- Arheološko nahajališče Utika, Tunizija
- Fontana v obliki želve (3)

## Poglej tudi
- Cezareja
- Sirta
- Tamugadi
- Lambajes
- Tisdrus
- Volubilis
- Leptis Magna
- Kartagina